# Старцев, Александр Витальевич
Алекса́ндр Вита́льевич Ста́рцев (4 мая 1958, Ленинград — 21 декабря 2006, Санкт-Петербург) — российский журналист, радиоведущий, писатель, редактор первого в СССР самиздатовского рок-журнала «Рокси».

## Биография
Родился 4 мая 1958 года в Ленинграде. 
Принимал участие в создании рок-журнала «Рокси». С седьмого номера (1984) вплоть до прекращения существования выступал его главным редактором. Псевдонимы — Алек Зандер, Саша Скримами, К. Кич, АВС и другие. 
В конце 80-х годов часто выступал с лекциями о рок-движении по приглашению многих рок-клубов в различных городах страны.
В 90-х годах работал на питерской радиостанции «Катюша», где вёл авторские музыкальные передачи «Архив Рокси» и «Персоны Грата».
В 2008 году в Санкт-Петербурге была издана написанная Старцевым в соавторстве с А. Дидейкиным культовая для самиздата фантастическая повесть «Путешествие на Чёрную Ухуру».

## Цитаты
- «В ту почти первобытную эпоху, когда не было компьютеров и принтеров, электронной почты и цифровых фотокамер, издание такого журнала было практически подвигом. Ибо надо было собрать не только материал или написать его, но и перепечатать на машинке, на тончайшей бумаге, чтобы можно было сделать больше закладок под копирку, проявить и высушить фотографии, вклеить их в каждый экземпляр… Это была работа для подвижника, которым и был Саша, он же Алек Зандер, Саша-С-Кримами и ещё дюжина псевдонимов, которыми он подписывал свои точные, ироничные статьи и обзоры питерских концертов, групп, альбомов»[4] — А. Житинский, 1990.
- «Теперь, спустя годы, можно сказать, что музыкальный самиздат прошлых лет развивался параллельно с отечественной рок музыкой. Он был боевым, нонконмформистким, радикальным, смелым. Принято считать, что золотые времена для российского рок-н-ролла остались позади, то же самое можно, к сожалению, сказать и про сегодняшнюю рок-журналистику. Только как бы там ни было, нельзя, невозможно забыть о том, что свой личностный, очень весомый вклад в становление, в развитие, в жизнь отечественной рок культуры внес Александр Старцев»[1] — Джордж Гуницкий, 2008.

## Семья
- Старцев, Виталий Иванович (1931—2000) — отец, советский и российский историк, специалист по истории России начала XX века. Доктор исторических наук, член-корреспондент РАО.